# Samuel Jessurun de Mesquita
Samuel Jessurun de Mesquita (Amsterdam,  6 juni 1868 – Auschwitz, 11 februari 1944) was een Nederlandse graficus, kunstnijveraar en schilder. Samuel Jessurun de Mesquita  werd vooral bekend door zijn 'sensitivistische tekeningen', bizarre, vaak karikaturale voorstellingen. Hij zou ze zijn leven lang blijven maken. Bovendien is hij bekend als leraar en vriend van Maurits Cornelis Escher en Reijer Stolk. Hij werd op 1 februari 1944 gedeporteerd naar Auschwitz, waar hij vermoedelijk meteen na aankomst door de nazi’s werd vermoord.

## Biografie

### Jeugd
Samuel Jessurun de Mesquita werd in Amsterdam geboren als jongste zoon van Josua Jessurun de Mesquita en Judith Mendes da Costa. Samuel bleek op de lagere school al een  uitgesproken tekentalent. Ook zijn broer Joseph Jessurun de Mesquita en zijn zus Hanna Jessurun de Mesquita gaven blijk van een artistieke aanleg. Zijn vader was leraar klassieke talen en Hebreeuws. Het gezin woonde aan de Nieuwe Prinsengracht in Amsterdam, waar destijds veel Portugees-joodse families woonden. Deze families vormden een hechte gemeenschap waarin onderlinge huwelijken eerder regel waren dan uitzondering. Zo trouwde Hanna, de zus van Samuel, met hun neef - de (later) eveneens bekende kunstenaar Joseph Mendes da Costa. 

### Verdere leven
Toen hij 14 jaar oud was, deed hij toelatingsexamen voor de Rijksakademie, maar hij werd afgewezen. Hierna begon hij een opleiding als leerling bij het architectenbureau Springer, waar hij veel  werkte aan het uitwerken van tekeningen van ornamenten, die kenmerkend zijn voor de bouwstijl van de late 19e eeuw. Hiermee legde hij de basis voor zijn latere ontwikkeling. Hij koos voor een tekenopleiding aan de ‘Rijksnormaalschool voor Teekenonderwijzers’, maar volgde ook tegelijk lessen aan de Rijksschool voor Kunstnijverheid Amsterdam. Als medestudenten had hij onder anderen zijn neef en (toekomstige) zwager Joseph Mendes da Costa, naast Lambertus Zijl en Theodoor Nieuwenhuis.
In 1889 haalde hij zijn middelbare akte tekenen. Vervolgens ging hij zich met schilderen, tekenen, houtsnedes, ex libris en batik bezighouden. Tegelijkertijd ontwikkelde hij een nieuwe tekentechniek waarmee hij zijn ‘sensitivistische tekeningen’ maakte. Hij werd in 1902 benoemd tot docent aan de Kunstnijverheidsschool in Haarlem, waaraan hij tot 1926 verbonden bleef. In 1905 werd zijn zoon Jaap geboren.
In 1917 aanvaardde hij een bestuursfunctie van de Vereeniging tot Bevordering der Grafische Kunst. Van 1921 tot 1924 was hij voorzitter van de vereniging. Doordat hij in 1926 ophield met lesgeven aan de Kunstnijverheidsschool in Haarlem, kon hij zich weer helemaal aan het maken van eigen werken wijden. Het eerste nummer van 1925 van het tijdschrift Wendingen was helemaal gewijd aan zijn sensitivistische werk. In 1931 verscheen nog een aflevering met een selectie uit later werk, die werd ingeleid door de kunsthistoricus A.M. Hammacher. In 1933 aanvaardde hij een baan als lector aan de ‘Academie voor Beeldende Kunsten’, wat hem eer, erkenning en een verbetering van zijn financiële omstandigheden bracht.

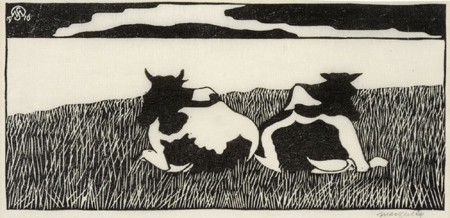
Koeien (1916)
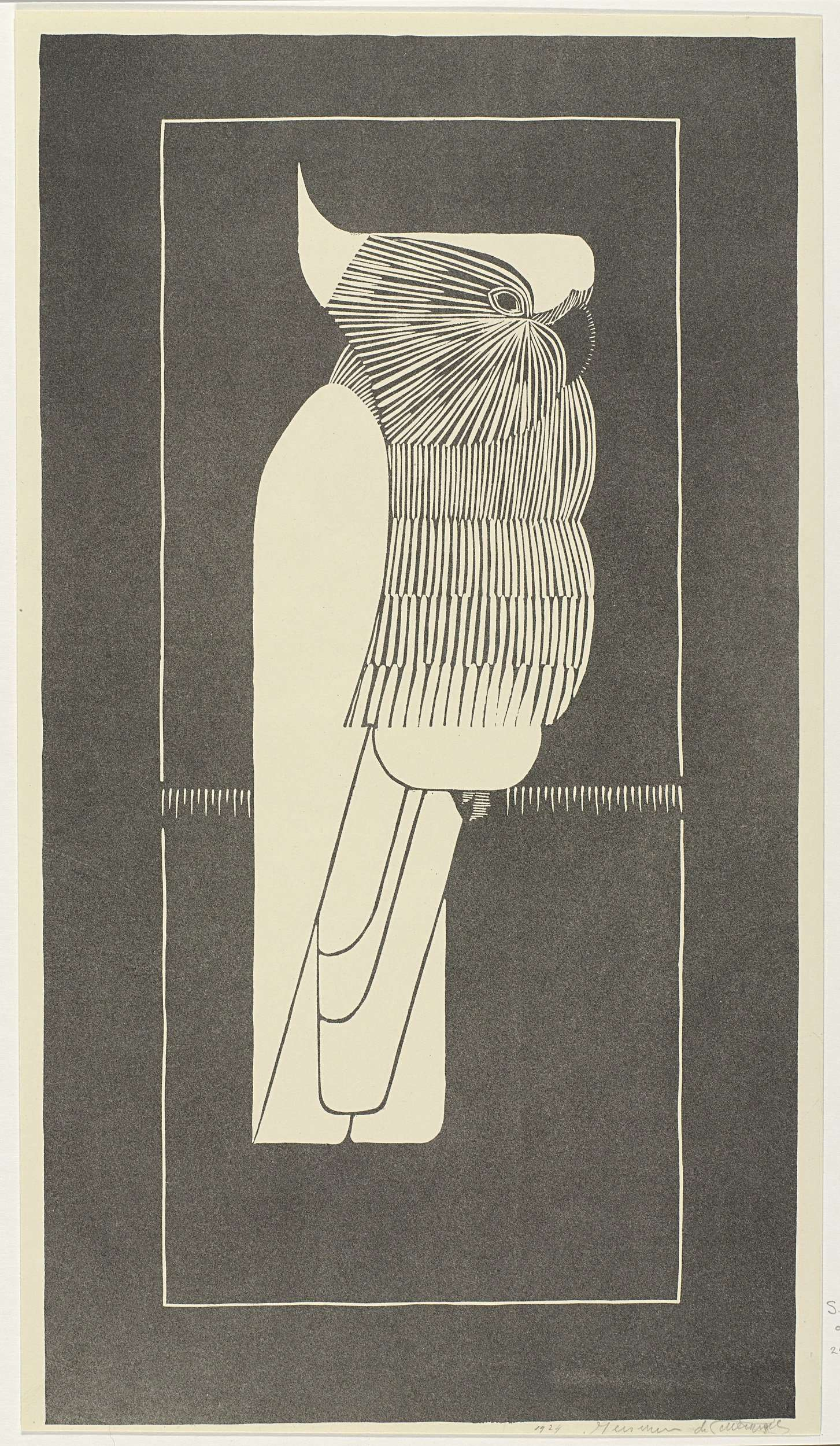
Kroonkaketoe
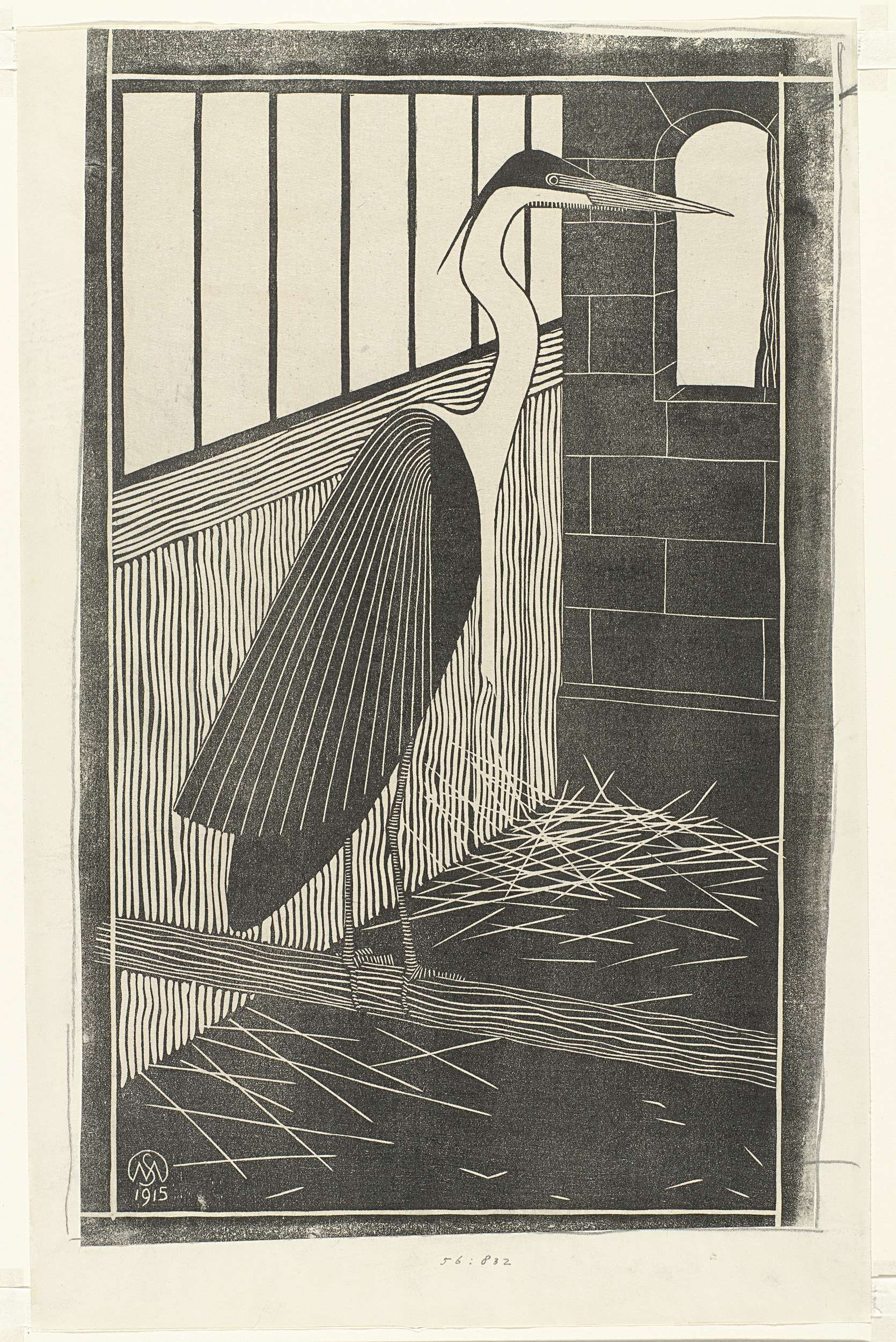
Reiger in een hok
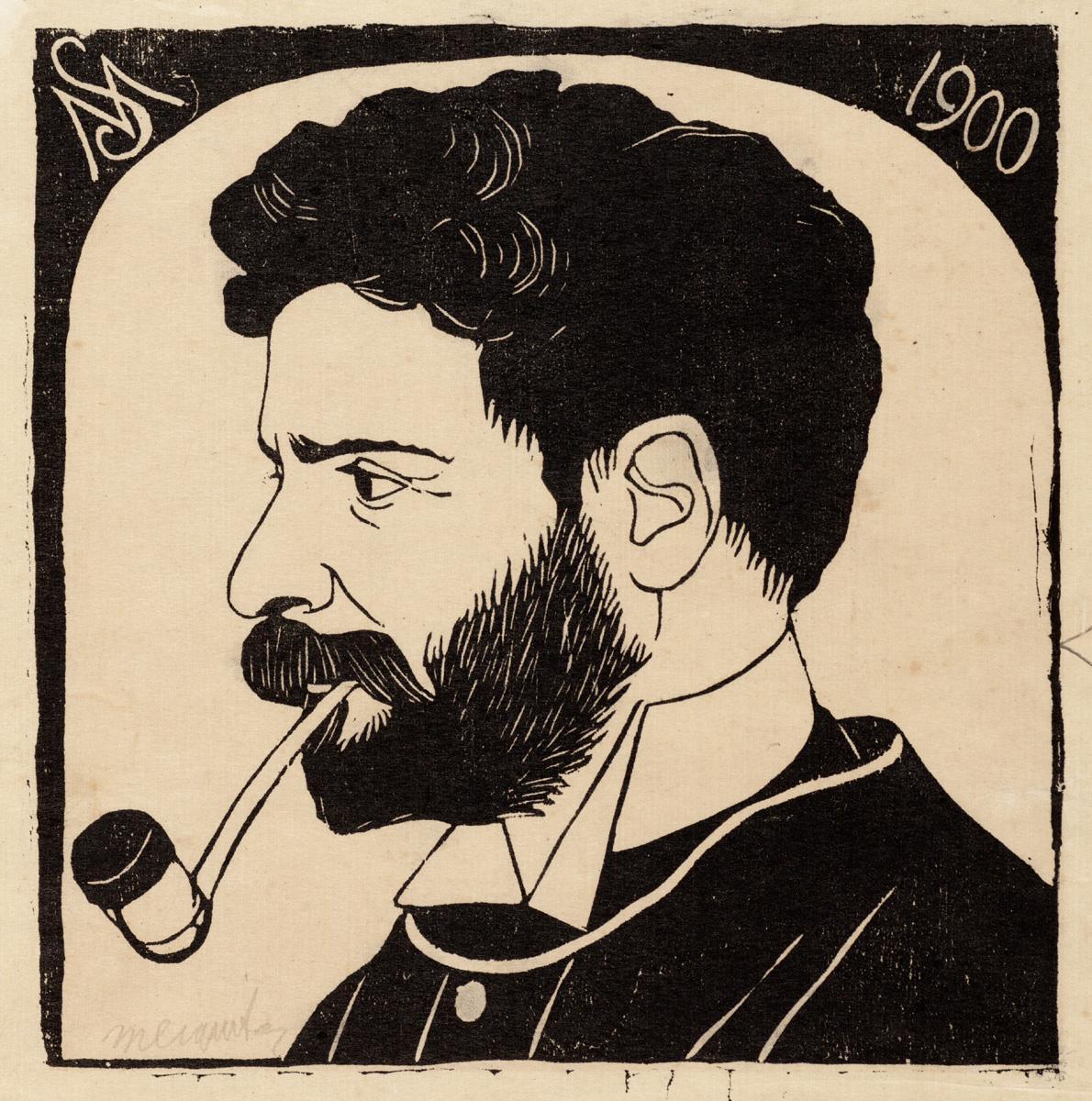
Zelfportret (1900)
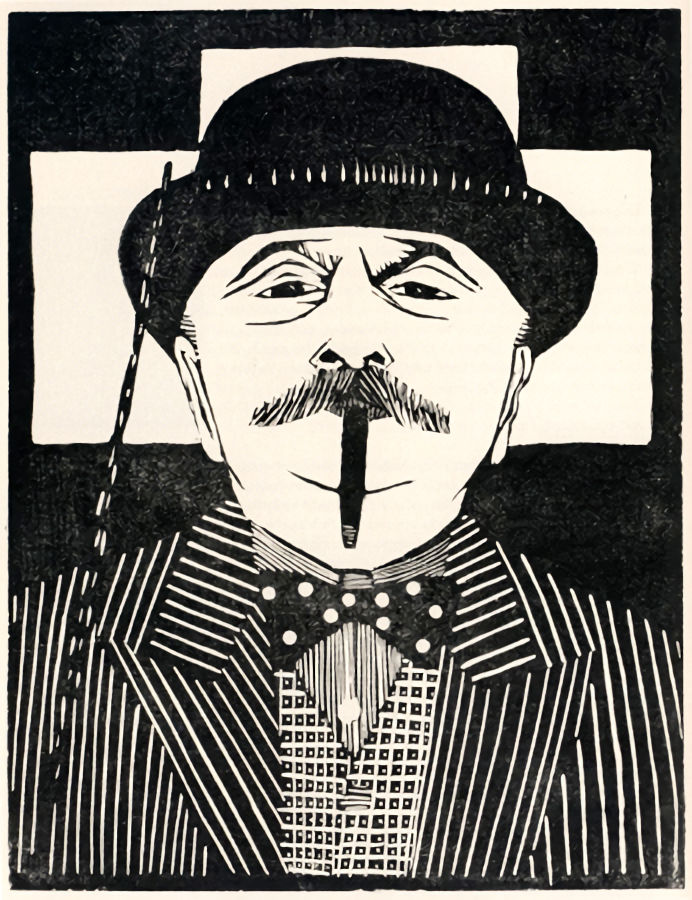
Zelfportret (1935)

## Werk
De ‘sensitivistische tekeningen’ die vanaf 1889 ontstonden zijn bizarre, vaak karikaturale voorstellingen, en hebben een duidelijk grafisch karakter.  Later werkte hij ze meer uit in ets, litho en houtsnede. Ze werden in 1904 door W. Versluis in een album uitgegeven. Ook maakte hij niet-sensitivistisch werk, dat hij vervaardigde naar modellen en onderwerpen uit zijn directe omgeving. Zo zijn er zelfportretten, portretten van zijn vrouw Betsy Pinedo en zijn zoon Jaap. Tevens maakte hij schilderijen van het interieur van zijn atelier aan de M.J. Kosterstraat en zijn atelierwoning aan de Linnaeuskade, en van het uitzicht daar. Een belangrijk onderdeel van zijn veelzijdige oeuvre werd ten slotte gevormd door afbeeldingen van vaak exotische dieren, waarvoor Artis zijn inspiratiebron was.
Nadat hij in 1889 zijn middelbare akte tekenen had behaald, maakte hij zich de techniek van het etsen eigen, en experimenteerde hiermee onder andere op marmer. Hij begon met het maken van houtsneden in 1896. In de periode 1895-1900 leerde hij ook de batiktechniek en het bedrukken van stof door middel van houtblokken. Aan het vervaardigen van dergelijke stoffen wijdde hij zich bijna geheel tot 1905. Deze stoffen werden door 't Binnenhuis op de markt gebracht.
Aan het eind van de jaren dertig verminderde zijn grafische productie, maar hij bleef nog wel veel sensitivistische tekeningen maken op losse blaadjes of in kleine schetsboekjes. De laatste houtsneden en etsen zijn gemaakt in 1940. Tussen 1937 en 1940 werden zijn etsen in Den Haag gedrukt door de etsdrukker Johan D. Scherft. Uit de jaren daarna zijn alleen nog tekeningen, die zich in de collectie van het Stedelijk Museum Amsterdam bevinden, en een paar schetsboekjes, verspreid over diverse collecties, bewaard gebleven.
In de nacht van 31 januari op 1 februari 1944 werden Samuel Jessurun de Mesquita, zijn vrouw Betsy Pinedo en hun zoon weggevoerd en gedeporteerd. Hij werd waarschijnlijk direct na aankomst in Auschwitz vermoord. Hun zoon werd in Theresienstadt vermoord.

## Reddingsactie van Escher
Toen Maurits C. Escher, die later bekend zou worden om zijn grafische werk, tijdens de hongerwinter langs kwam om appels te brengen, trof hij de woning van De Mesquita aan de Linnaeuskade 24 te Amsterdam leeg aan. Op de eerste verdieping waren de ramen kapot, en de buren gaven aan dat de familie was weggehaald. Het atelier was overhoop gehaald, alles lag op de grond. Escher heeft nog wel 200 prenten in veiligheid weten te brengen in zijn huis in Baarn. Deze zijn ook nog tentoongesteld in het Stedelijk Museum.
De volgende dag stond er een verhuiswagen voor de deur en waren werkers onder Duits toezicht bezig om het huis leeg te halen. Escher schreef in een weergave van de reddingsactie als volgt:  “ik wilde de prenten bewaren tot iemand van de familie die er recht op heeft gevonden wordt. Tot op heden (10 juli 1945) weet ik niet of er iemand uit gevangenschap is terug gekomen”.

## Omslagen voorWendingen

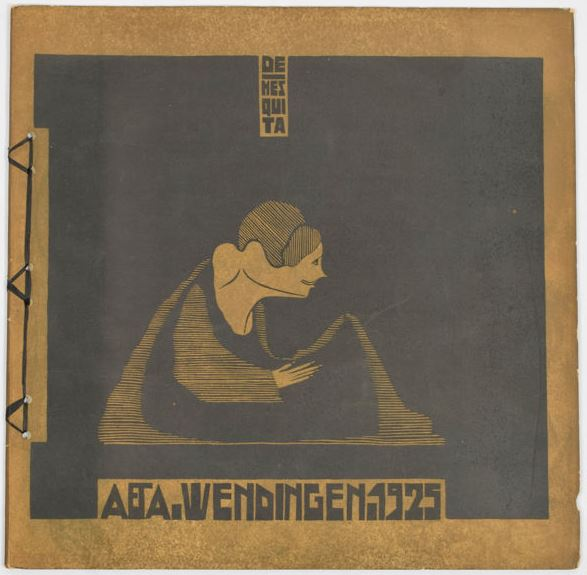
1925
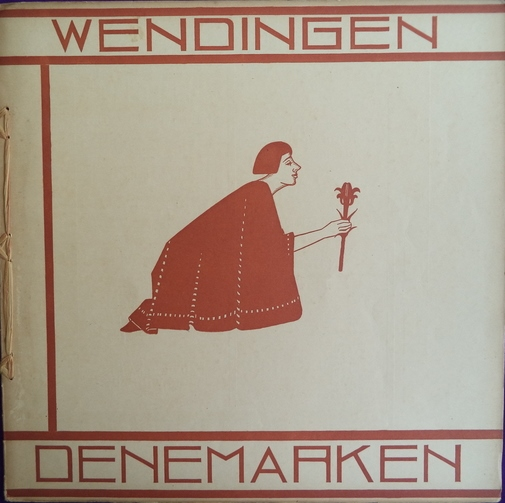
1927
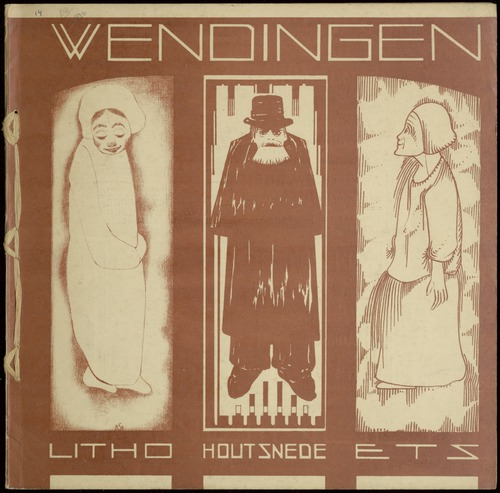
1928
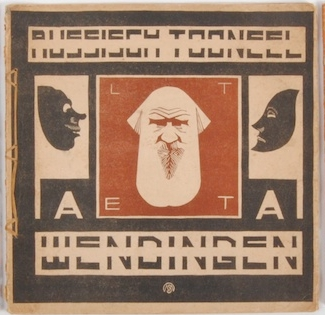
1929
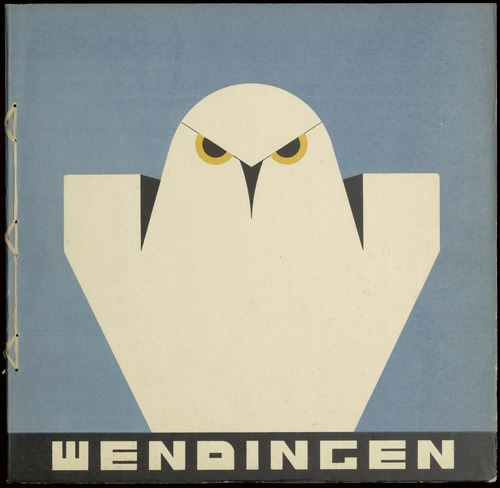
1931

## Werk in openbare collecties (selectie)
- Joods Historisch Museum, Amsterdam
- Rijksmuseum Amsterdam[3]